# Janine Teisson
Janine Teisson est une romancière française née le 28 octobre 1948 à Toulon. Elle écrit en littérature générale mais également à destination de la jeunesse. 

## Biographie

### Enfance et formation
Janine Teisson nait en 1948 à Toulon.

### Carrière
A l'âge de 45 ans, en 1993, elle publie son premier roman, La Petite Cinglée. Avec ce livre, elle remporte ses premiers prix : le prix du premier roman de Chambéry et le prix Antigone donné par la ville de Montpellier,. 
Elle écrit ensuite une cinquantaine de livres, dont la moitié pour la jeunesse. Deux obtiendront le prix Sorcières et le prix Sésame. Elle explore presque tous les genres littéraires : contes, romans (policiers, historiques, SF), théâtre, poésie, nouvelles. Elle s'engage activement dans le cadre de ses écrits, comme par exemple sur le handicap ou le racisme, afin de prôner la tolérance. 
Elle va régulièrement à la rencontre de ses lecteurs et anime des ateliers d'écriture,,,,. Elle travaille également auprès de jeunes adultes et réalise une pièce de théâtre, Non !, basée sur son anorexie et son expérience d'internement en institution psychiatrique à l’âge de 17 ans,.

#### Dernières publications
En 2023, elle publie un roman autobiographique, Martienne. Elle y décrit le patriarcat de son enfance. 
En 2025, elle publie son quarante-neuvième livre, Ô Karim, un roman sur l’injustice judiciaire et sociale puisqu'il raconte l’histoire de Karim, un jeune homme français d’origine maghrébine confronté à une justice discriminatoire à Montpellier. 

### Vie privée
Janine Teisson vit dans le Sud de la France. Elle est longtemps installée à Aubais dans le Gard,. Elle déménage ensuite à Montpellier. 

## Publications

### Littérature générale
- Janine Teisson, La Petite Cinglée, Climats, Le Seuil, 1993
- Janine Teisson, L'Enfant plume (récit), J'ai lu, Chèvre Feuille étoilée, 2000.
- Janine Teisson, Le Règne animal (nouvelles), HB éditions, 1997.
- Janine Teisson, Rouge Rossignol (roman), HB éditions, 2002.
- Janine Teisson, Liens de sang (roman), Chèvre Feuille Étoilée, 2010.
- Janine Teisson, La Salle de bain d'Hortense (roman), Chèvre Feuille Etoilée, 2011.
- Janine Teisson, Cher Azad (Contes érotiques orientaux), Chèvre Feuille Etoilée, 2011.
- Janine Teisson, Thalasso-crime (Roman policier), Chèvre Feuille Etoilée, 2014.
- Janine Teisson, NON! (monologue théâtral) Chèvre Feuille étoilée 2014
- Janine Teisson, La métamorphose du rossignol (Roman policier), Chèvre Feuille Etoilée, 2014.
- Janine Teisson, Canimonde 2184 (Science Fiction), Chèvre Feuille Etoilée, 2016.
- Janine Teisson, Repas de fiel (nouvelles), Le Mot Fou, 2017.
- Janine Teisson, Le douzième corps (Policier), Chèvre Feuille Etoilée, 2017.
- Janine Teisson, Le rejet (Policier), Editions Glyphes, avril 2018.
- Janine Teisson, Elles ont aimé un homme plus jeune, 20 biographies de femmes, Editions Glyphe, 2018.
- Janine Teisson, Germaine Tillion, Un long combat pour la paix, Editions Glyphe, 2020.
- Janine Teisson, Martienne ? (roman), Montpellier, Chèvre Feuille Etoilée, 2023, 272 p. (ISBN 9782367951577)[10]
- Janine Teisson, Ô Karim, (roman policier), Chèvre feuille étoilée, 2024, 232 p.  (ISBN 978-2-36795-164-5).

### Poésie
- Janine Teisson (ill. Joanna Concejo), Au clair de la nuit (poèmes jeunesse), Ed. Motus, 2009.
- Janine Teisson, Icare mon amour, Editions Chèvre-feuille étoilée, 2023, 80 p. (ISBN 978-2-36795-160-7)
- Janine Teisson (ill. Marion Béclu), Renaitre, Editions Chèvre-feuille étoilée, 2020.

### Romans pour la jeunesse
- Janine Teisson, Taourama et le lagon bleu, Syros, 1997.
- Janine Teisson, La Valise oubliée, Syros, 1996.
- Janine Teisson (ill. Thierry Desailly), Une vie de toutes les couleurs, Actes Sud Junior, 1998[12].
- Janine Teisson, Au cinéma Lux
- Janine Teisson, Les prisonniers d'Icibas, Syros, 2000.
- Janine Teisson, Marion la jalouse, Bayard Poche, 2002.
- Janine Teisson, Les Rois de l'horizon, Syros, 2002Prix Sésame[13] 2003.
- Janine Teisson, Histoires de cœurs, Actes Sud Junior, 2003.
- Janine Teisson, Mamy Loup, Actes Sud Junior, 2003.
- Janine Teisson, La petite pierre de Chine, Actes Sud Junior, 2004.
- Janine Teisson, Le Petit Soleil jaune, 2004
- Janine Teisson, Safari en sous-sol, Actes Sud Junior, 2005.
- Janine Teisson, Écoute mon cœur, Syros, 2006Prix de la NRP[14].
- Janine Teisson, Amoureuse, Syros, 2007.
- Janine Teisson, Le criquet qui se croyait très malin, Gulf Stream, 2007.
- Janine Teisson, Prométhée le révolté, Nathan, 2006.
- Janine Teisson, Chats, pitres et compagnie, Gulf Stream, 2007.
- Janine Teisson, Un amour sous les bombes, Oskar, 2008.
- Janine Teisson, Au clair de la nuit, poésie Motus, 2009.
- Janine Teisson, La pantoufle écossaise, Folio Cadet, Premières lectures, Gallimard, 2009.
- Janine Teisson et M. Tondra-Marie, Les Invités de la guerre, Oskar, 2006.
- Janine Teisson et M. Tondra-Marie, Fonce ! Monette, fonce !, Oskar, 2006.
- Janine Teisson, Un chat de château, Folio Cadet, Premières lectures, Gallimard, 2010.
- Janine Teisson, Pizzas, pesticides et petit béb, Oskar, 2018.
- Janine Teisson, Mia des nuages, Oskar, 2012.
- Janine Teisson (ill. Clotilde Perrin), L'ogre bouquiniste, Folio Cadet, Gallimard Jeunesse, 2012.

## Prix et distinctions
- Prix Antigone  1994 pour La petite cinglée
- Prix du premier roman de Chambéry 1994 pour La petite cinglée
- Prix Sorcières[15] 1999, catégorie Roman adolescent, pour Au cinéma Lux ;
- Prix Sésame[13] 2003 pour Les rois de l'horizon ;
- Prix France Télévisions pour Les rois de l'horizon
- Prix de la NRP[14] en 2006 pour Écoute mon cœur.
- Prix d'Lire 2018 pour Pesticides pizzas et petit bébé